# Vähä-Tervi
Vähä-Tervi är en ö i Finland. Den ligger i Skärgårdshavet och i kommunen Åbo i den ekonomiska regionen  Åbo ekonomiska region i landskapet Egentliga Finland, i den sydvästra delen av landet. Ön ligger omkring 15 kilometer sydväst om Åbo och omkring 160 kilometer väster om Helsingfors.
Öns area är 1,2 hektar och dess största längd är 150 meter i öst-västlig riktning. Runt Vähä-Tervi är det tätbefolkat, med 735 invånare per kvadratkilometer. Närmaste större samhälle är Åbo, 14,3 km nordost om Vähä-Tervi.